# 三井甲之
三井甲之（日语：三井 甲之/みつい こうし，1883年10月16日—1953年4月3日），日本的诗人、文学家、右翼思想家。

## 著作
- 《消なば消ぬがに》（1907年）
- 《ヴント氏民族心理学研究》（1929年）
- 《祖国礼拝》（1927年）
- 《明治天皇御集研究》（1928年）
- 《ヴント氏民族心理学研究、附古事記論》（1929年）
- 《しきしまのみち原論》（1934年）
- 《文学概論》（1940年）
- 《日本の歓喜》（1941年）
- 《和歌維新》（1942年）
- 《親鸞研究》（1943年）
- 《三條実美論》（1944年）